# Шапел сир Аверон
Шапел сир Аверон (фр. Chapelle-sur-Aveyron) је насељено место у Француској у региону Центар, у департману Лоаре.
По подацима из 2011. године у општини је живело 584 становника, а густина насељености је износила 30,69 становника/km².

## Демографија
| 1962. | 1968. | 1975. | 1982. | 1990. | 2011. |
| ----- | ----- | ----- | ----- | ----- | ----- |
| 423   | 377   | 329   | 323   | 361   | 584   |